# Kenji Wakai
Kenji Wakai (Hiroshima, 22 september 1974) is een voormalig Japans voetballer.

## Carrière
Kenji Wakai speelde in 1997 voor Sanfrecce Hiroshima.

## Statistieken
| Japan   | Japan               | Japan       | League | League | Emperor's Cup | Emperor's Cup | J-League Cup | J-League Cup | Totaal | Totaal |
| Seizoen | Club                | League      | Wed.   | Goals  | Wed.          | Goals         | Wed.         | Goals        | Wed.   | Goals  |
| ------- | ------------------- | ----------- | ------ | ------ | ------------- | ------------- | ------------ | ------------ | ------ | ------ |
| 1997    | Sanfrecce Hiroshima | J. League 1 | 1      | 0      | 0             | 0             | 2            | 0            | 3      | 0      |
| Totaal  | Totaal              | Totaal      | 1      | 0      | 0             | 0             | 2            | 0            | 3      | 0      |